# Blackbox
För andra betydelser, se Black box (olika betydelser).
Blackbox är en minimalistisk fönsterhanterare för unixliknande operativsystem, som till exempel Linux eller BSD, baserad på öppen källkod. Den är skriven helt i C++ för X Window System och dess starkaste sida är troligen resurssnålheten. Blackbox var då det var nytt, och är i viss mån fortfarande, populärt bland användare som önskar ett snabbt, smidigt och rent användargränssnitt.
Blackbox skapades i juli 1997 av Bradley Huges, som bestämde sig för att som fritidsprojekt skriva en fönsterhanterare till X. Detta gjorde han med enbart originalkod, från grunden i C++, inspirerad av Window Maker. Blackbox minnessnålhet gör det till ett av flera lämpliga alternativ för system som inte klarar av skrivbordsmiljöerna Gnome eller KDE, eller tyngre fönsterhanterare. Blackbox väldigt specifika designmål, att endast sköta fönsterhanteringen, och inget annat än fönsterhanteringen, gör att många småprogram hanterar funktioner som vissa användare önskar sig. 
Blackbox standardinstallation tillhandahåller:
- Fönsterhantering
- Teman (kallade styles),
- Menyer åtkomliga genom högerklick på skrivbordet
- ett dockningsfält (slit),
- ett verktygsfält och
- skrivbordsbakgrund.

Denna enkla uppsättning applikationer är ett medvetet val av utvecklarna, som ville fokusera på att hålla Blackbox kompakt och lätt att underhålla. Fönsterhanteraren är kompatibel med standarderna NetWM och EWMH, och användarna kan därigenom individuellt utöka sitt skrivbord med tilläggsprogram:
- Grafiska verktyg som gör det möjligt att konfigurera Blackbox utan textredigerare.
- bbkeys tillhandahåller möjlighet att ställa in tangentbordsgenvägar.
- Så kallade dockapps, småprogram, lägger sig i dockningsfältet ("slit") och tillhandahåller flertalet funktioner.
- Även KDE- och Gnome-applikationer kan användas i Blackbox.

## Relaterade projekt
Blackbox består helt och hållet av originalkod, och finns tillgängligt under den fria MIT-licensen. Det har därmed inspirerat till ett antal andra fönsterhanterare som är baserade på Blackbox. Två av de populäraste varianterna är Fluxbox respektive Openbox.
Förutom dessa har ett antal ersättningsprogram för Windows explorer (BB4Win, bbLean, xoblite) skapats inspirerade av Blackbox design. Dessa har dock ingen kod gemensamt med Blackbox källkod.